# 廷哈馬
廷哈馬（法語：Tin-Hama），是馬里的城鎮，位於該國東南部，由加奧區的安松戈省負責管轄，面積5,600平方公里，海拔高度207米，2009年人口9,965，人口密度每平方公里1.78人。